# L’Enfantillage-Polka
Die L’Enfantillage-Polka ist eine Polka française von Johann Strauss (Sohn) (op. 202). Das Werk wurde am 25. Januar 1858 im Sofienbad-Saal in Wien erstmals aufgeführt.